# بچه‌های حرکت آهسته

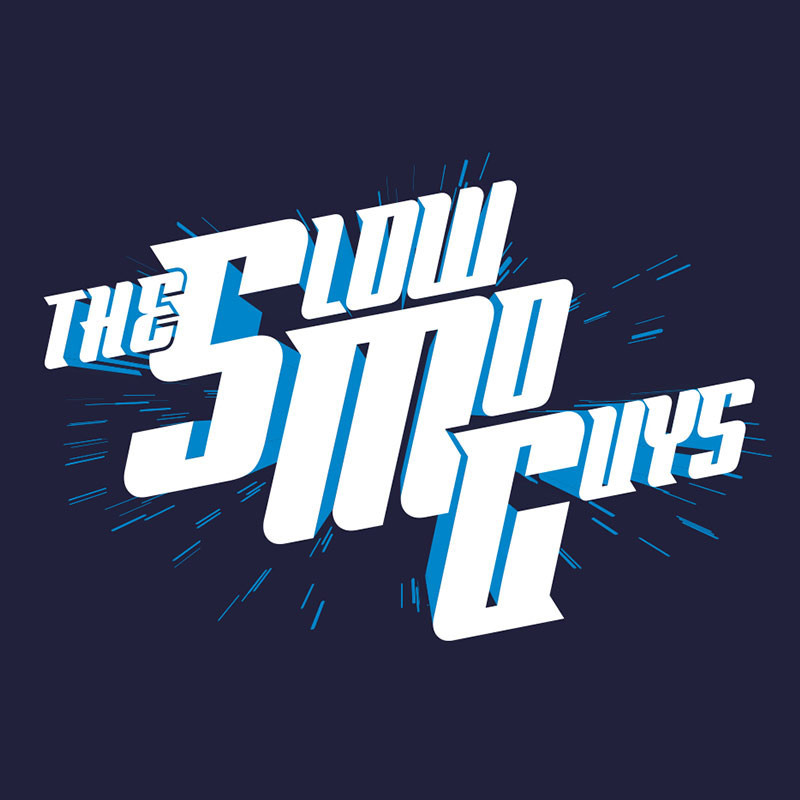
لوگوی بچه‌های حرکت آهسته

بچه‌های حرکت آهسته (به انگلیسی: Slow Mo Guys) یک برنامهٔ اینترنتی است که با فیلمبرداری و پخش صحنه‌های شگفت‌انگیز آهسته به شهرت رسیده‌است.
این شبکهٔ اینترنتی بزرگ‌ترین شبکهٔ پخش حرکت آهسته در یوتیوب است که از سال ۲۰۱۰ توسط گِوین فری (به انگلیسی: Gavin Free) ایجاد شد.
این مجموعه شامل طیف گسترده‌ای از فیلم‌برداری حرکت بسیار آهسته از همه‌چیز با استفاده از طیف وسیعی از چشم‌انداز تحقیقات فانتوم دوربین‌های سرعت‌بالا، قادر به عکس‌برداری بیش از ۳۴۳٬۰۰۰ فریم در ثانیه است.
این مجموعه برای اولین بار در تاریخ ۳ نوامبر ۲۰۱۰ تا سپتامبر سال ۲۰۱۶، در شبکهٔ یوتیوب تاکنون بیش از ۸٫۵ میلیون مشترک و بیش از یک‌میلیارد بازدید داشته‌است.

## مجری‌ها

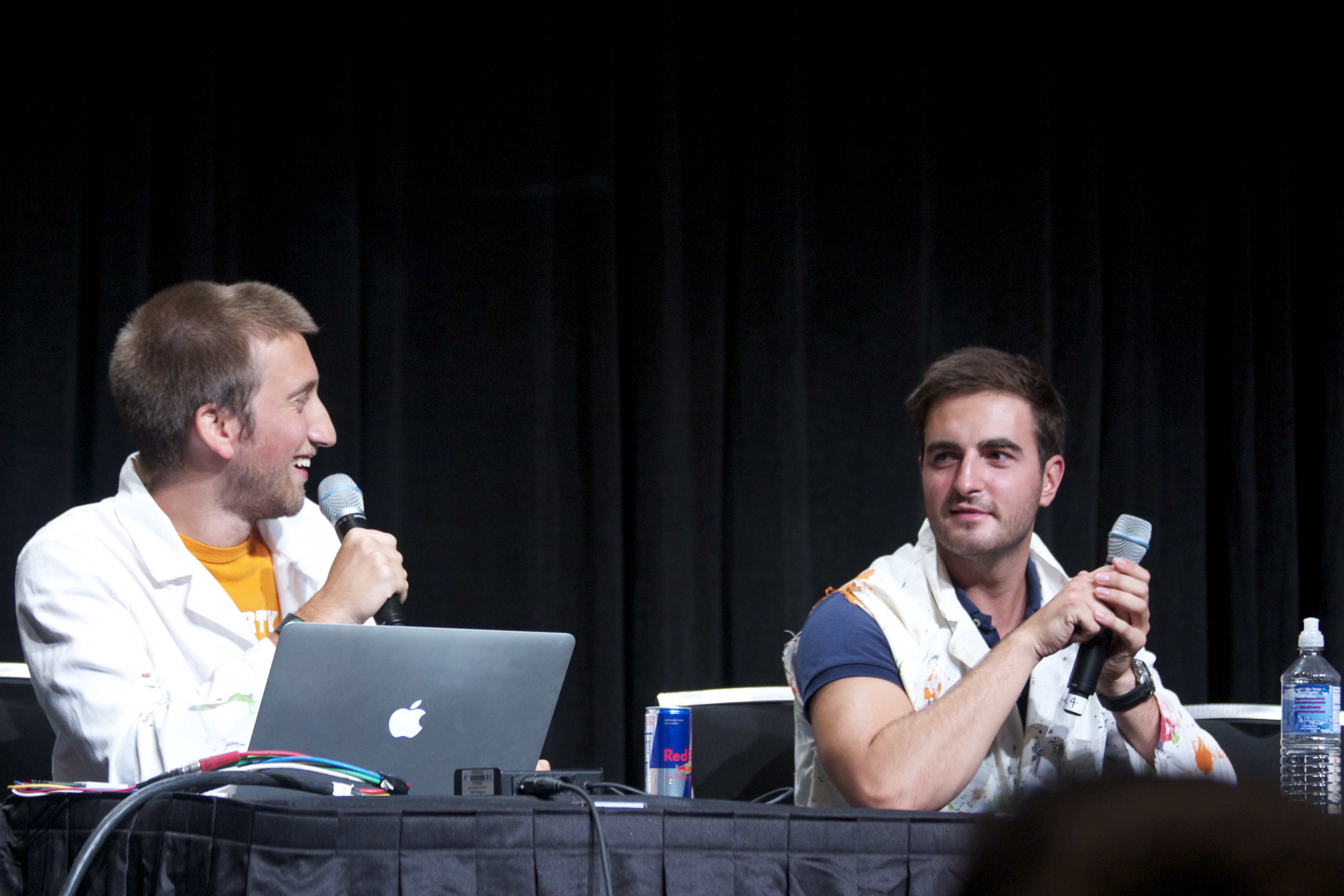
فری و کروچی

### گوین فری
گوبین فری، پایه‌گذار و فیلمبردار ویدیوهای کانال است.

### دنیل گروچی
او دستیار «گوین» است و معمولاً سوژه ویدیوهای گوین است و بیشتر اوقات برای ساختن ویدیوهای زیبا، فداکاری و از خود گذشتگی می‌کند، بطوری بارها قبول کرده‌است، که به رویش رنگ پاشیده شود، استفراغ کند، به درون بادکنک برود، و کارهای دشوار دیگر…